# Porca
Porca war ein spanisches Flächenmaß und galt nur in kleinen Regionen, wie Lleida und Baetica. 
Das Ackermaß sollte 30 Fuß (span.) Breite und 180 Fuß Länge haben.
- 1 Porca = 3,8152 Ar[2]